# Koen Aurousseau
Koen Aurousseau is een Belgisch rechter, die bekendstaat als de "sm-rechter" sinds hij in 1997 werd veroordeeld wegens het toebrengen van slagen en verwondingen aan zijn vrouw tijdens sadomasochistische seksspelletjes. De zaak wekte heel wat controverse op, vooral omdat er vermoedens waren dat de aanklagers hiermee een persoonlijke afrekening wilden uitvoeren.
Het boek Het verhaal van de sm-rechter en de film SM-rechter uit 2009 zijn gebaseerd op deze zaak.

## Biografie
Koenraad Aurousseau werd geboren als een zoon van een huisarts. Toen hij 15 was scheidden zijn ouders en werd hij onder hoede van zijn vader toegewezen omdat het bij hem financieel beter was. Zijn moeder hertrouwde later met tv-acteur Roger Coorens. Later werd Aurousseau rechter in Mechelen. 

## Sm-rechterzaak
Op 30 september 1997 werd Aurousseau door het Antwerpse Hof van Beroep tot één jaar cel met uitstel veroordeeld, wegens  het "toebrengen van slagen en verwondingen" aan zijn vrouw, Magda, tijdens bdsm-seks. Een andere tenlastelegging was "aansporing tot ontucht" omdat hij haar naar een sadomasochistisch bordeel had gevoerd. Deze feiten waren gebaseerd op privévideo's die Aurousseau van hun seksuele activiteiten had gemaakt en de politie tijdens een huiszoeking in beslag had genomen. Hij moest 2.478 euro boete betalen en werd voor vijf jaar uit zijn rechten ontzet. Een medeplichtige arts en politieagent kregen ook geldboetes en een maand met uitstel opgelegd. Twee andere verdachten kwamen er met opschorting van de uitspraak van af en nog vier anderen stonden enkel terecht wegens het toebrengen van verwondingen aan Aurosseaus vrouw.
Aurousseau werd in eerste en laatste aanleg berecht in het Hof van Beroep, aangezien o.a. magistraten genieten van voorrecht van rechtsmacht.

## Na de zaak
Koen Aurousseau stapte een tijdje in de politiek voor de partij Vivant, maar trok zich later terug. Hierna werkte hij als bediende in een advocatenkantoor waar hij dossiers klasseerde. Zowel hij als zijn vrouw kampten met depressies, maar bleven ondanks alle problemen toch samen.
In 2009 bracht het koppel Aurousseau een boek uit rond de zaak, Het verhaal van de sm-rechter, en werd een film, SM-rechter uitgebracht die gebaseerd was op de zaak. Gene Bervoets en Veerle Dobbelaere speelden hierin de hoofdrollen.